# Porphyrosoma episphaeria
Porphyrosoma episphaeria är en svampart som beskrevs av Pat. 1928. Porphyrosoma episphaeria ingår i släktet Porphyrosoma, ordningen köttkärnsvampar, klassen Sordariomycetes, divisionen sporsäcksvampar och riket svampar.   Inga underarter finns listade i Catalogue of Life.